# Commander Keen in Aliens Ate My Babysitter!
Commander Keen: Aliens Ate My Babysitter! — компьютерная игра в жанре платформер, четвёртая в серии Commander Keen. Игра является седьмым эпизодом в серии, но пронумерована как шестой, поскольку игра Commander Keen in Keen Dreams находится вне основной сюжетной линии. По сюжету на этот раз главному герою Билли Блэйзу приходится спасать свою няню от злобных пришельцев.
После успеха предыдущей игры серии, Commander Keen in Invasion of the Vorticons, её разработчики, программисты Джон Кармак и Джон Ромеро, геймдизайнер Том Холл и художник Адриан Кармак, ушли из Softdisk и основали свою компанию id Software. После создания прототипа под названием Keen Dreams, в котором были отработаны нововведения игрового процесса, параллаксовый скроллинг и улучшение графики, в июне 1991 года команда взялась за создание трилогии эпизодов, и работала над ним до декабря того же года. В то время последний эпизод был выделен в отдельную игру, Aliens Ate My Babysitter, и она вышла отдельно от двух других эпизодов, которые вошли в Goodbye, Galaxy.
Продажи Aliens Ate My Babysitter уступили первой трилогии, что связывалось разработчиком с плохим маркетингом и тем, что они отличались от условий распространения предыдущих игр в серии. Обзоры серии хвалили сложность игры и юмор в графике и игровом процессе, а отдельные из них называли Aliens «лучшей игрой» в серии. Хотя была запланирована ещё одна игра в серии Keen под названием The Universe Is Toast, но во время разработки Goodbye, Galaxy компания id Software начала работу над игрой Wolfenstein 3D и её успех привёл к отмене всех планов по продолжению.

## Игровой процесс

Один из уровней Aliens Ate My Babysitter. Кин стоит посередине экрана. Справа два противника, зелёного и жёлтого цвета. В левом верхнем углу находится интерфейс, на первой строке которого отображаются очки, а на втором оставшиеся жизни и количество зарядов для оглушающего пистолета.

Commander Keen in Aliens Ate My Babysitter является платформером, выполненным в двухмерной графике с боковой прокруткой. Большая часть игры происходит с видом сбоку, и игрок управляет Коммандером Кином в двумерной плоскости. Игрок может двигаться влево и вправо, прыгать, и использовать пого-стик для больших прыжков в высоту. Уровни состоят из платформ с видом чуть сверху, что дает игре псевдотрехмёрный вид, а некоторые платформы позволяют Кину запрыгивать на них снизу. Также на уровнях имеются пожарные шесты, по которым Кин может спускаться и подниматься. Персонаж может цепляться за края платформ и таким образом забираться на них. После входа на уровень его можно покинуть только дойдя до его конца, однако игрок может сохранять игру в любой момент. Между уровнями игрок перемещается по двухмерной карте мира с видом сверху. Некоторые уровни необязательны, и могут быть пропущены.
В игре содержится множество инопланетных существ, которых игрок должен избегать. На уровнях предостерегают различные опасности, такие как ловушки, стреляющие дротиками и огонь. Прикосновение к любой из них или противнику лишает Кина одной жизни, а в случае утери всех жизней игра заканчивается. В Aliens имеются три уровня сложности, от которых зависит количество и тип противников на уровнях. Оружием игрока является пистолет, который оглушает большинство противников до конца уровня. Для различных видов противников количество попаданий, требуемое для оглушения, различается; при этом некоторые противники обладают иммунитетом. На уровнях разложена еда, при сборе которой игроку начисляются очки, и при наборе некоторого количества дается дополнительная жизнь. Кроме этого, на некоторых уровнях находятся цветные ключи, которые открывают доступ к закрытым частям уровня.

## Сюжет
Когда Билли Блейз изобретал очередное устройства на заднем дворике дома, его окликнула няня, сказав, что пора обедать. Билли решил немного задержаться и закончить начатое. Через какое-то время из кухни послышался шум. Вбежав в дом, Кин увидел страшный погром, более того, пропала его няня, Молли Макмайр. Как оказалось, её похитили пришельцы Блуги (англ. Bloogs) с планеты Фриббулус Хак (англ. Fribbulus Xax), чтобы съесть на обед, и оставили послание. Билли надевает свой шлем, и отправляется на её спасение.
Во время игры Кин путешествует по различным форпостам, фабриках и установках Блугов на планете Фриббулус Хакс, а заодно по космической станции на её орбите. После того как Кин обнаруживает Молли, запёртую в центре управления космической станции Блугов, она объясняет ему, что её похитили по приказу её младшего брата, про которого Кин знает, что тот является его врагом Мортимером Макмайром. Мортимер убедил Блугов похитить её, предложив им Колоссальный сэндвич планеты Чунгелла IV (англ. Stupendous Sandwich of Chungella IV).
Кин удивляется новости, поскольку он думал что Мортимёр погиб в конце трилогии Vorticons, и узнаёт тревожную новость, что Мортимер планирует взорвать всю вселённую. Та же новость рассказывается в закодированной записке в конце Goodbye, Galaxy. Игра заканчивается на предложении игроку сыграть в следующую игру серии, где Кин снова будет сражаться с Мортимером.

## Разработка
В октябре — декабре 1990 года группа сотрудников компании Softdisk, которые называли себя Ideas from the Deep, разработала Commander Keen in Invasion of the Vorticons, первую игру серии Commander Keen. Эта команда Softdisk располагалась в городе Шривпорт (штат Луизиана) и разрабатывала игры для журнала Gamer’s Edge. В её состав входили программисты Джон Ромеро и Джон Кармак, геймдизайнер Том Холл, художник Адриан Кармак и менеджер Джей Уилбур. После выпуска Commander Keen in Invasion of the Vorticons по условно-бесплатной модели и получения первых 10 000 долларов США в качестве авторского гонорара от издателя Apogee Software команда планировала уйти из Softdisk и основать собственную компанию. Однако Эл Вековиус, владелец Softdisk и их начальник, узнал об их планах и заметил несанкционированное использование ресурсов компании — команда занималась разработкой игры в офисе и в рабочее время, а на выходных забирала компьютеры компании домой к Джону Кармаку для продолжения работ. Во время обсуждения с Элом сотрудники не стали скрывать свои планы. После нескольких недель переговоров Ромеро и Кармак согласились заключить контракт по созданию нескольких игр для Gamer’s Edge, выпуская по одной игре каждые два месяца. С этого момента в феврале 1991 года возникла компания id Software. Когда члены команды задумались о продолжении серии Commander Keen, для Softdisk был разработан прототип под названием Keen Dreams, с помощью которого были выполнены первые контрактные обязательства и заложена основа для улучшения движка следующих игр серии.
При разработке Invasion of the Vorticons Джон Кармак и Ромеро были заняты исключительно программированием, в то время как Адриан Кармак присоединился ближе к завершению проекта, и его художественный стиль не подошёл к игре. В результате игра в основном была сформирована личным опытом и интересами её геймдизайнера Тома Холла: красные кроссовки Кина и футбольный шлем «Грин-Бей Пэкерс» были предметами, которые Холл носил в детстве, мёртвые враги оставляли после себя трупы из-за его убеждённости в том, что детей следует обучать тому, что смерть имеет последствия, а враги основывались на его интерпретации психологических теорий Зигмунда Фрейда, таких как Ид. Распределение ролей в команде при создании Keen Dreams и Goodbye, Galaxy было аналогичным, только к началу работ по второй игре присоединился программист Джейсон Блоховяк. Движок игр был улучшен, были добавлены параллаксовая прокрутка, псевдотрёхмерный вид «чуть сверху», наклонные поверхности, поддержка звуковых карт и была изменена графика на основе отзывов игроков. Уровни были нарисованы с помощью прикладной программы Tile Editor (TEd), которая была разработана для Dangerous Dave и затем использована для всех игр серии Keen и для некоторых других, включая Wolfenstein 3D.

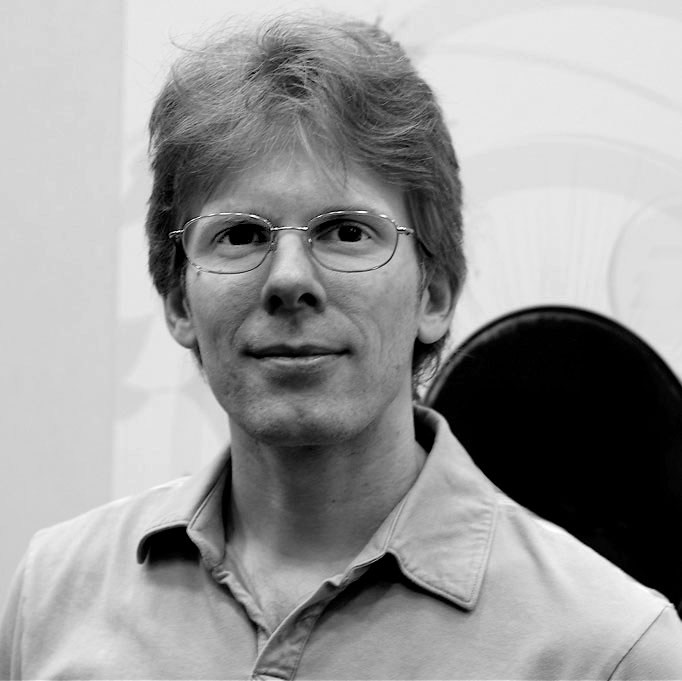
Джон Кармак в 2006 году

Для Vorticons Кармак создал технологию адаптивного обновления тайлов, с помощью которой он обеспечил боковую прокрутку на компьютерах, мощности которых не хватало для перерисовки всего экрана во время движения игрока. Во время работ над Goodbye, Galaxy Кармак хотел перемещать фон отдельно от переднего плана, но для этого мощности компьютеров не хватало. Для реализации параллаксовой прокрутки он проектировал сохранение в памяти компьютера всех комбинаций наложения элементов переднего плана на задний для отображения нужной на экране. В таком случае программно бралось из памяти заранее сформированное нужное изображение, и не требовалось вычислительной обработки. В это время Холл получил отзывы от родителей игроков, которым не понравилось то, что враги в Vorticons оставляли трупы и не исчезали, как это происходило в других играх. Он не хотел, чтобы насилие не оставляло последствий, и поэтому в Dreams заменил пистолет на шарики, которые временно оглушали противников. Результат ему не понравился, и когда он обдумывал введение сюжета Goodbye, Galaxy, то придумал энергетический пистолет, который оставлял противников оглушёнными. Этот пистолет появился во всех трёх эпизодах, сделанных в 1991 году. Музыку для Aliens Ate My Babysitter написал Бобби Принс.
В июне 1991 года, после того как работы по Keen Dreams были завершены, команда начала работу над трилогией эпизодов Commander Keen. Планировалась, что игра, состоящая из четвёртого по шестой эпизоды, должна была быть выпущена в виде комплекта под названием Goodbye, Galaxy, аналогично первому: с помощью Apogee, при этом четвёртый эпизод должен был быть выпущен бесплатно, мотивируя игроков к покупке остальных двух. Бета-версия четвёртого эпизода, Secret of the Oracle, была закончена к августу, и Ромеро отправил её на тестирование канадскому фанату Марку Рейну. Ромеро был поражён списком ошибок, который Рейн прислал в ответ, а также его деловым чутьём, и пригласил его в компанию в качестве президента на испытательный срок в шесть месяцев. Через несколько недель после найма Рейн с целью вывода id на коммерческий рынок заключил сделку с FormGen: шестой эпизод должен был стать не частью условно-бесплатной трилогии, а отдельной игрой, издаваемой в розницу. Сделка была подписана, но Скотт Миллер из Apogee был встревожен — он чувствовал, что отсутствие полной трилогии для условно-бесплатной игры может повредить её продажам.
В августе 1991 года команда переехала из Шривпорта в Мэдисон, родной город Холла, оставив на прежнем месте Уилбура, который не хотел уходить со своей работы в Softdisk. Однако они взяли с собой программиста Джейсона Блоховяка, который работал с ними в Softdisk и жил в одном доме с Джоном Кармаком и Уилбуром. После переезда команда начала работать в квартирах с тремя спальными комнатами, и Джон Кармак жил в одной из них. С августа по декабрь они работали там над Goodbye, Galaxy, над остальными играми для Softdisk, и Aliens Ate My Babysitter, которая стала отдельной игрой. С дальнейшими заморозками они стали проводить всё больше и больше времени на дому, делая игры, одной из которых стала Wolfenstein 3D. Так как для Aliens Ate My Babysitter был выбран другой издатель, игра была разработана раньше пятого эпизода, The Armageddon Machine.

## Приём и наследие
| Награды            | Награды                                                                  |
| Издание            | Награда                                                                  |
| ------------------ | ------------------------------------------------------------------------ |
| PC Magazine (1992) | Лучшее развлекательное программное обеспечение (награда в составе серии) |

Продажи Aliens не оправдали ожидания id, и команда решила что частично виной этому «ужасная» коробка, дизайн которой был нарисован компанией которая до этого разрабатывала упаковки чая Lipton. CGA-версия игры, по словам Джона Кармака, была не очень популярной. Однако, несмотря на это, продажи были достаточно хороши, и id согласилась работать с FormGen и дальше, и дать право на издание своей следующей розничной игры — Spear of Destiny, являющейся эпизодом Wolfenstein 3D. Статья в первом выпуске журнала PC Zone, описывающая состояние рынка условно-бесплатного программного обеспечения, отметила, что Aliens была одной из самых популярных игр 1993 года, поскольку она также продавалась через условно-бесплатных распространителей типа Apogee.
Краткий обзор в том же номере PC Zone назвал Aliens «специальной версией» серии, и «лучшей игрой в ней». В октябре 1992 года серия Keen получила награды Shareware Industry Awards в категориях Best Entertainment Software и Best Overall. В 1993 году Сэнди Петерсен сделал обозрение всей серии Commander Keen в своей первой колонке Eye of the Monitor журнала Dragon. В нём обозреватель назвал всю серию экшен-играми с «весёлой графикой» и описал их, особенно Galaxy и Aliens, как «одни из лучших игр своего типа». Кроме этого, критик отметил, что при прохождении нужно подумать, и Петерсен похвалил игры за то, что они не «бездумно тяжёлые» и содержат много юмора в графике и игровом процессе.
После Aliens Ate My Babysitter id Software больше не сделала ни одной игры в серии Commander Keen, кроме параллельно разработанной Goodbye, Galaxy. На декабрь 1992 года была запланирована ещё одна трилогия эпизодов под названием The Universe Is Toast, но она была отменена после успеха Wolfenstein 3D и последующей переориентации компании на разработку Doom. Последняя игра в серии Commander Keen была разработана в 2001 году для портативной приставки Game Boy Color компанией David A. Palmer Productions в сотрудничестве с id Software и издана Activision. Aliens Ate My Babysitter была выпущена в составе сборника id Anthology 1996 года. Однако, из-за того что игра распространялась другим издателем, Apogee не включила её в свои более поздние сборники. Кроме этого, игра была переиздана в 2007 году с адаптацией для запуска на эмуляторах DOS и распространялась посредством цифровой дистрибуции сервиса Steam в составе сборника Commander Keen Complete Pack.

### Комментарии
1. ↑  Награда лучших программных продуктов, распространяемых по условно-бесплатной модели.
2. ↑  с англ. — «Лучшее развлекательное программное обеспечение».